# Малоалександровка (Херсонская область)
Малоалександровка (укр. Малоолександрівка) — село в Скадовской городской общине Скадовского района Херсонской области Украины.
Население по переписи 2001 года составляло 163 человека. Почтовый индекс — 75740. Телефонный код — 5537. Код КОАТУУ — 6524783504.

## Местный совет
75740, Херсонская обл., Скадовский р-н, с. Птаховка, ул. Кожущенка, 54